# Prien am Chiemsee
Prien am Chiemsee est une commune allemande de Bavière, située dans l'arrondissement de Rosenheim, dans le district de Haute-Bavière.

## Géographie

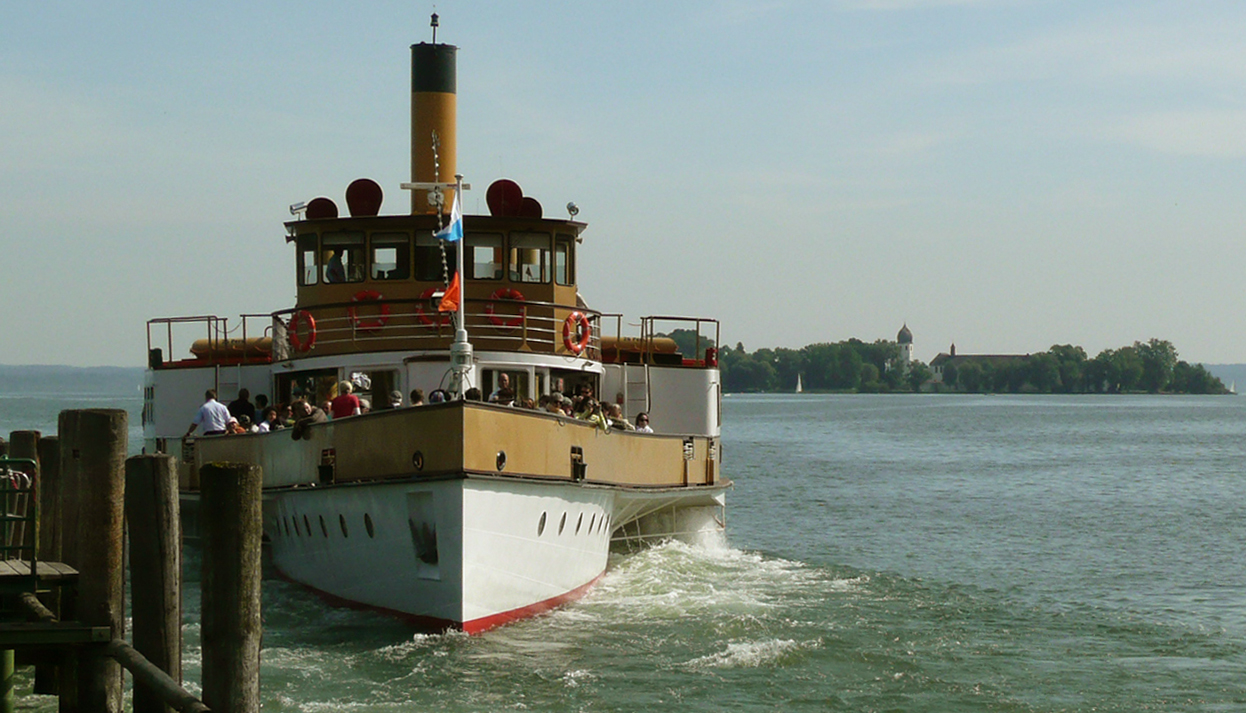
Retour en roues à aubes de l'île des hommes (Herreninsel).

Située à l'ouest du lac de Chiem (Chiemsee), le petit port de Stock permet le départ d'excursions, notamment en bateau à roues à aubes vers l'île des hommes (Herreninsel).